# Bernd Steinwendner

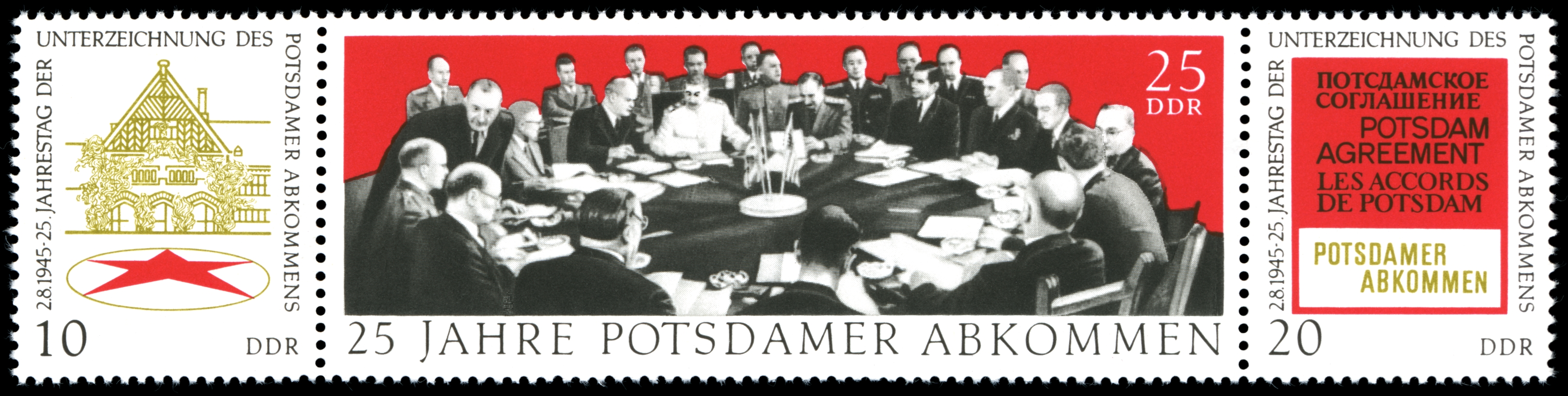
Bernd Steinwendner:
„25. Jahrestag der Unterzeichnung des Potsdamer Abkommens“;
Briefmarken der DDR aus dem Jahre 1970

Bernd Steinwendner (* 21. Februar 1939 in Chemnitz; † 18. Mai 2022) war ein österreichischer Maler, Grafiker und Zeichner, der in Deutschland lebte.

## Leben und Werk
Bereits in der Grundschulzeit wurden Zeichnungen von Steinwendner im Städtischen Museum in Karl-Marx-Stadt/Chemnitz ausgestellt. Nach dem Abitur 1957 bekam Steinwendner keine Studienzulassung, da er wie sein Vater österreichischer Staatsbürger war. Um studieren zu können, hätte er die Staatsbürgerschaft der DDR annehmen müssen. Von 1957 bis 1960 wurde er als Grafischer Zeichner bei der DEWAG Karl-Marx-Stadt ausgebildet und bildete sich autodidaktisch im Malen und Zeichnen weiter. Von 1960 bis 1967 war er als Grafik-Designer bei der DEWAG Karl-Marx-Stadt tätig. Seit 1967 mit Aufnahme als Mitglied in den Verband Bildender Künstler der DDR war er freischaffend tätig als Maler und Grafiker. Steinwendner wurde Mitglied der Galerie Oben in Karl-Marx-Stadt und hatte erste Ausstellungen. Ab 1967 kauften über die Galerie Oben erstmals private Sammler, auch aus dem Ausland, Bilder, Grafiken und Zeichnungen. Sein Tätigkeitsfeld reichte in der Werbung von der Gestaltung von Käseverpackungen über Prospekte für den VVB Werkzeugmaschinen und Werkzeuge oder Agra (Markkleeberg) bis hin zur Briefmarken- und Schallplattengestaltung. Weitere Werke sind u. a. Don Quichote, Im Spiegel, und Ruhe vor dem Sturm.
Seit 1990 war er Mitglied im Bundesverband Bildender Künstler, Sächsischen Künstlerbund und Chemnitzer Künstlerbund e. V.
Er lebte in Frankenberg/Sachsen.

## Ehrungen
Steinwendner bekam die Auszeichnung „Goldene Briefmarke“ der DDR. Weiterhin war er fünfmal ausgewählt für „100 Sächsische Grafiken“ und wurde 2008 mit dem Grafik-Kunstpreis Stufe II ausgezeichnet.

## Ausstellungen
Steinwendner hatte Einzelausstellungen und Ausstellungsbeteiligungen in Augustusburg, Chemnitz, Dresden, Döbeln, Freiberg, Frankenberg, Gellert-Museum Hainichen, Hohenstein-Ernstthal, Leisnig, Mittweida, Oelsnitz, Riesa, Rochsburg, Wiederau, Wien.